# Hunsdiecker-Reaktion
Bei der Hunsdiecker-Reaktion (auch Borodin-Reaktion nach dem Entdecker Alexander Borodin und Hunsdiecker-Borodin-Reaktion genannt) handelt es sich um eine Namensreaktion in der Organischen Chemie, die von Heinz und Claire Hunsdiecker weiterentwickelt wurde.
Die Hunsdiecker-Reaktion ist eine Decarboxylierung von Carbonsäuresalzen durch Behandlung mit Halogenen, wobei Halogenkohlenwasserstoffe gebildet werden.
Als Metallsalze von Carbonsäuren können Silber-, Quecksilber- oder Thallium(I)-Salze verwendet werden und als Halogen können Chlor, Brom oder Iod verwendet werden.

## Mechanismus
Das Silbersalz wird mit einem Halogen umgesetzt, wobei Silberhalogenid abgespalten wird und Hypohalogenit entsteht. Die Halogen-Sauerstoff-Bindung wird homolytisch in ein Halogen-Radikal und ein Carboxyl-Radikal gespalten, welches nach Abgabe von CO2 mit einem freien Halogen-Radikal zum Halogenkohlenwasserstoff weiterreagiert. Durch die Abspaltung von CO2 (Decarboxylierung) verkürzt sich das Molekül um ein Kohlenstoff-Atom. Als Lösungsmittel wird häufig Tetrachlorkohlenstoff verwendet. Einige der Reaktionsschritte verlaufen nach einem radikalischen Mechanismus. Sie ähnelt damit in ihrem Mechanismus der Kolbe-Elektrolyse. Prinzipiell sind sowohl aliphatische, als auch aromatische Carbonsäuren einsetzbar.
Die, für diese Reaktion, erforderlichen Silbersalze können durch Umsetzung der entsprechenden Carbonsäuren mit Silberoxid gewonnen werden. Eine andere Variante dieser Reaktion ist die Halodecarboxylierung, bei der die Carbonsäure mit Blei(IV)-acetat und Calciumchlorid oder Lithiumchlorid in siedendem Benzol umgesetzt wird (Kochi-Reaktion).

## Praktische Bedeutung
Die Hunsdiecker-Reaktion ist ein reines Laborverfahren. Wegen der Bildung stöchiometrischer Mengen mehrerer Abfallstoffe – darunter ein Schwermetallsalz (z. B. Silbersalz) – ist die Atomökonomie der Hunsdiecker-Reaktion so schlecht, dass niemand eine technische Synthese für  Halogenkohlenwasserstoffe basierend auf dieser Reaktion industriell realisiert.